# Truppenübungsplatz Warthelager
Koordinaten: 52° 31′ 58,9″ N, 16° 53′ 39,2″ O
Der Truppenübungsplatz Warthelager, auch Truppenübungsplatz Posen genannt, wurde im Jahre 1904 auf dem Gebiet der preußischen Provinz Posen nördlich der Stadt Posen errichtet. Er war damals einer der größten und modernsten Truppenübungsplätze des deutschen Kaiserreiches.

## Geschichte

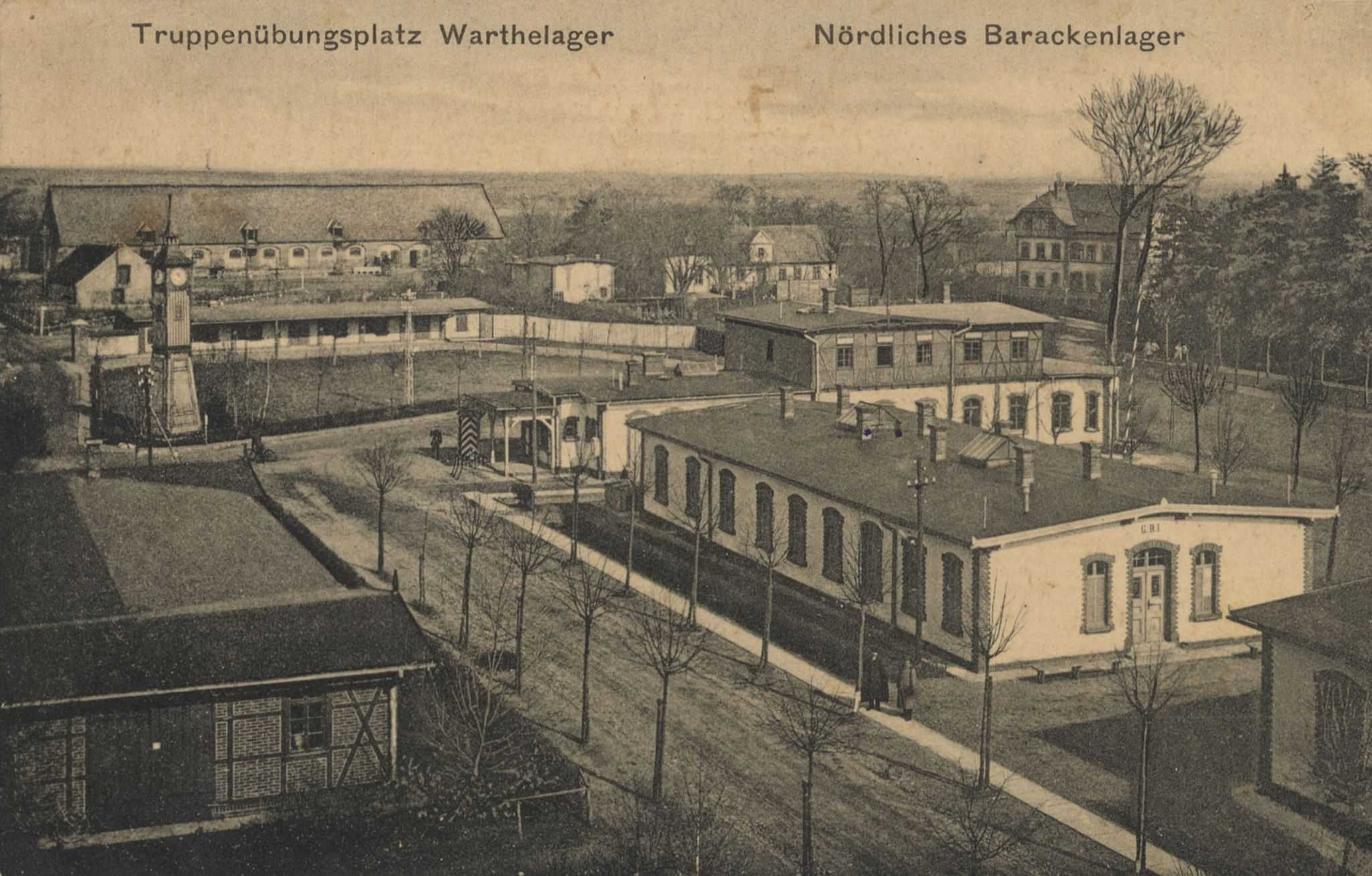
Das nördliche Barackenlager auf dem Truppenübungsplatz Warthelager 1915

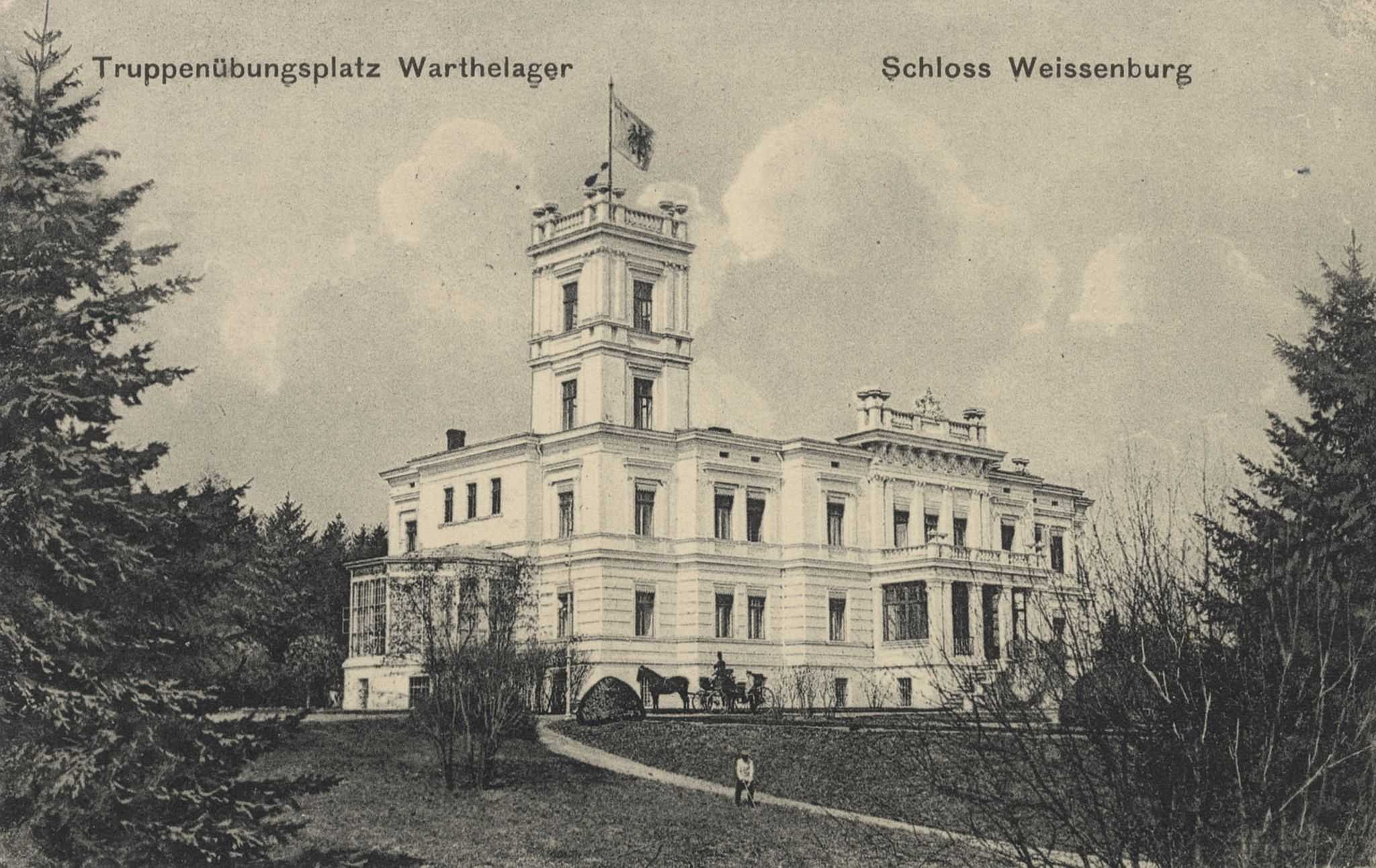
Schloss Weissenburg (Schloss Treskow) 1915

Errichtet wurde der Truppenübungsplatz auf den Flächen der ehemaligen Rittergüter Morasko und Biedrusko, die im Jahre 1900 an den preußischen Staat verkauft wurden. Zu diesen Rittergütern der Familie von Treskow gehörten die Vorwerke und Nebengüter:
- Chojnica
- Knischin
- Trzuskotowo
- Tworkowo
- Biedrusko

Der Übungsplatz gehörte zum V. Armee-Korps mit Hauptquartier in Posen.
Die abgesiedelten Dörfer wurden meist als Übungsdörfer verwendet und erhielten fast alle neue Ortsnamen. Diese Ortsnamen orientierten sich an Schlachtfeldern des Deutsch-Französischen Krieges von 1870/71 sowie des Deutsch-Deutschen Krieges von 1866. Es wurden folgende Ortsumbenennungen vorgenommen:
- Knischin = Skalitz
- Trzuskotowo = Wörth
- Tworkowo = Nachod
- Biedrusko = Weißenburg

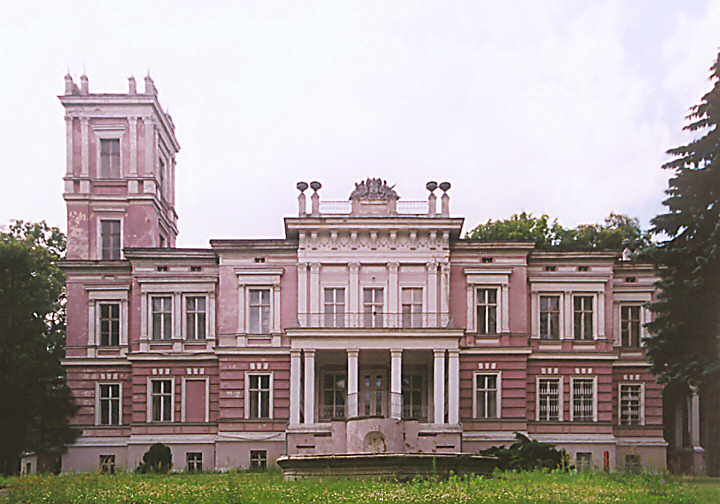
Schloss Treskow (Gartenfront)

Das Truppenlager wurde beim Ort Weißenburg errichtet. Zum Truppenlager gehörte auch ein Offizierkasino, ein in Leichtbauweise ausgeführter Standardbau, wie er etwa zeitgleich auch auf anderen deutschen Truppenübungsplätzen (Altengrabow, Arys, Döberitz, Hohenlockstedt, Munster) errichtet wurde. Das ausgediente Offizierskasino ist nur noch als Ruine erhalten. Dagegen ist das von 1877 bis 1880 errichtete Schloss Weissenburg saniert und beherbergt heute gastronomische Einrichtungen. Die Familie v. Treskow behielt auch nach dem Verkauf des Geländes die benachbarten Rittergüter Chludowo, Radojewo, Owinsk und Wierzonka. 
Ab dem Jahre 1918 wurden weite Teile der preußischen Provinz Posen an den wiedergegründeten polnischen Staat zurückgegeben. Zu diesen Gebietsteilen zählte auch das Gebiet des Truppenübungsplatzes Posen. Von 1918 bis 1939 nutzte die polnische Armee den Truppenübungsplatz.
Im Jahre 1939 wurde der Truppenübungsplatz, wie das gesamte Gebiet der ehemaligen preußischen Provinz Posen, im Zuge des deutschen Überfalls auf Polen völkerrechtswidrig Teil des Deutschen Reiches. Der nunmehr im sogenannten Warthegau gelegene Truppenübungsplatz wurde schon kurz nach dem Ende der Kampfhandlungen durch die deutsche Wehrmacht wieder in Betrieb genommen.
Die Nutzung durch deutsches Militär betrug insgesamt nur 20 Jahre (1904–1918 und 1939–1945), während die polnische Armee den Platz über 70 Jahre lang nutzte.
Im Frühjahr 1945 wurde das Gebiet Schauplatz von Kämpfen zwischen aus dem Bereich der eingeschlossenen Festung Posen ausbrechenden deutschen Truppen und sowjetischen Armeeeinheiten (Schlacht um Posen).

## Truppenübungsplatz Biedrusko

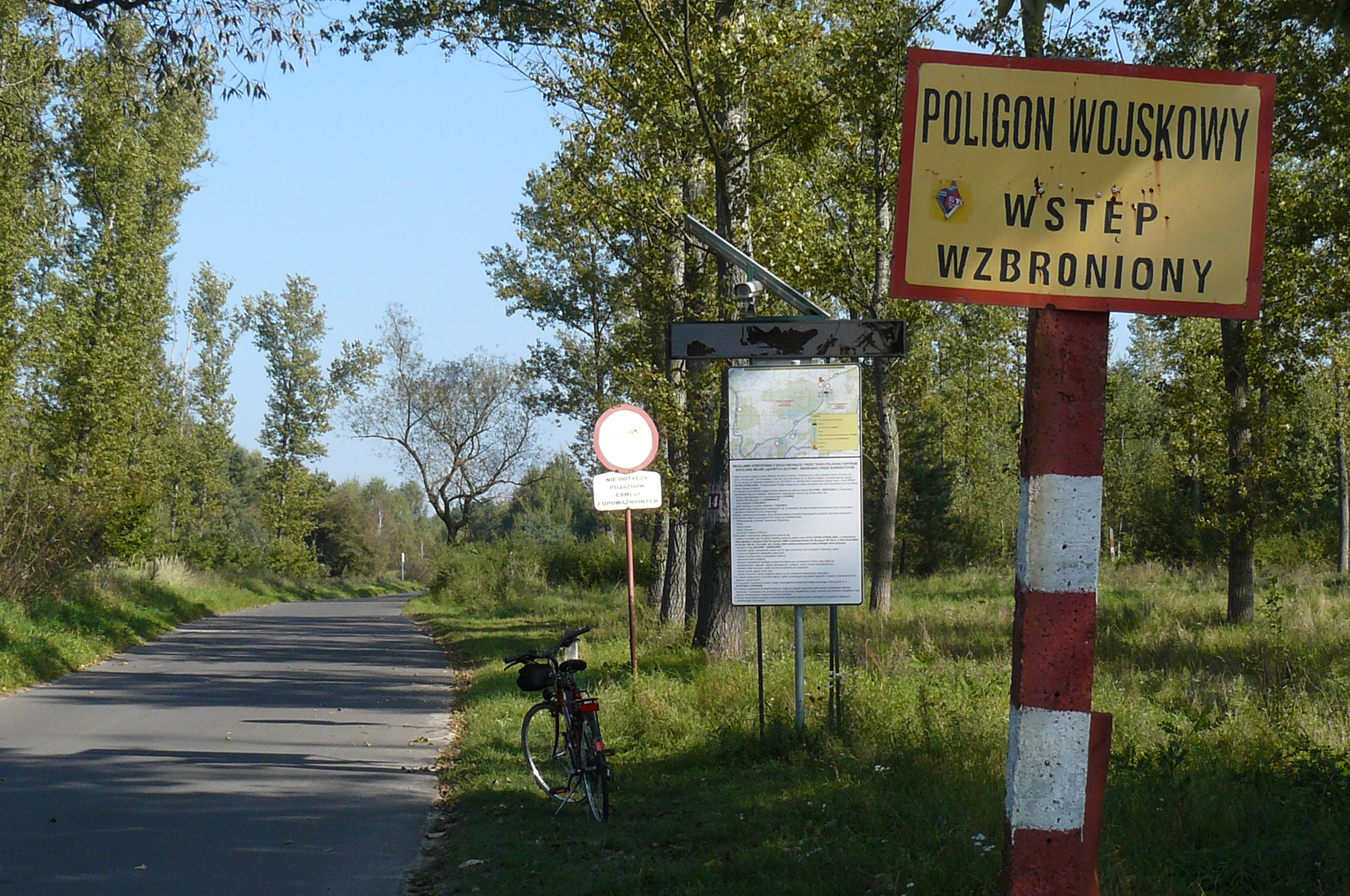

Ab 1946 bis Anfang 1994 nutzte die polnische Armee das Gelände als Truppenübungsplatz Biedrusko. In diesem Zeitraum wurde das Gelände noch um die Flächen des ehemaligen Ritterguts Chludowo mit folgenden Ortschaften erweitert:
- Glinienko (deutsch: Weidental)
- Glinno (deutsch: Lehmberg)
- Lagiewnik (deutsch: Erdmannswalde)

## Landschaftsschutzgebiet Biedrusko

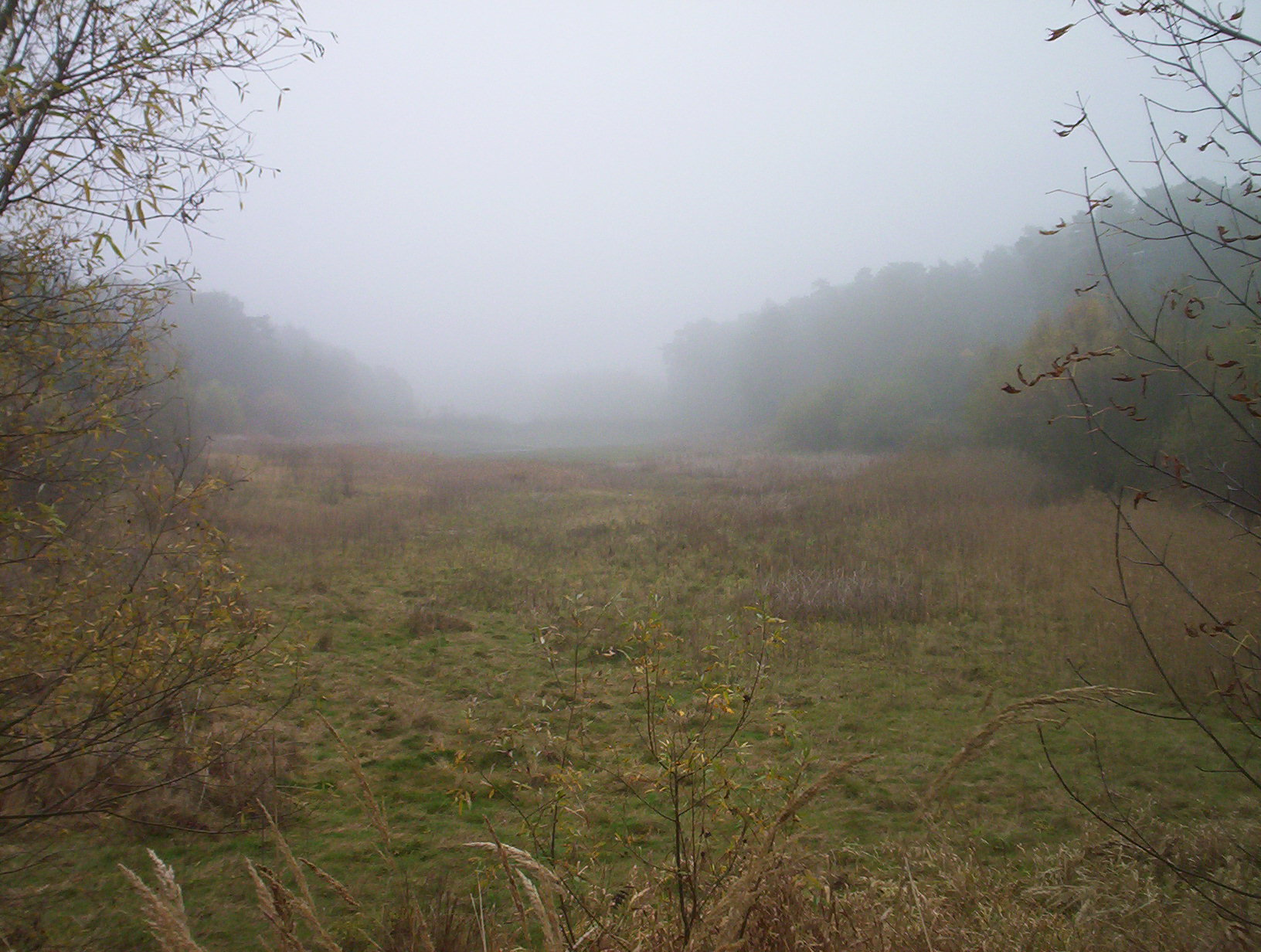

Seit 1994 stehen weite Teile des Geländes unter Naturschutz. Der Truppenübungsplatz wurde im Rahmen eines Konversionsprojektes in das Landschaftsschutzgebiet Biedrusko umgewandelt. Das Gebiet wurde durch die Europäische Union als Naturschutzgebiet im Rahmen des Natura-2000-Programmes ausgewiesen.